# Ткаченко Степан Зіновійович
Степа́н Зіно́війович Ткаче́нко (27 грудня 1891, с. Тахтаулове, Полтавська губернія – квітень 1987, Львів) — директор Харківського стоматологічного інституту (1934-1935), директор 2-го Харківського медичного інституту (1936-1940), лікар-гігієніст, вчений, педагог, доктор медичних наук.

## Біографія
Народився 27 грудня 1891 р. в селі Тахтаулово Полтавської губернії, розпочав свою трудову діяльність у 1913 р. рядовим солдатом царської армії Харківського гарнізону. 
У 1914-1915 рр. — навчався в школі ротних фельдшерів, яку закінчив в званні молодшого ротного фельдшера. 
У складі лазарету при Харківському гарнізоні пройшов Першу світову війну. Після революції 1917 р. воював в рядах Червоної армії, працював фельдшером у висипно-тифозному відділені Харківського окружного госпіталю.
У 1920 р., перебуваючи на військовій службі, Ткаченко С.З. поступив на медичний факультет Харківського університету, який закінчив у 1926 р. (факультет з 1921 р. перейменовано у Харківський медичний інститут) та був зарахований до аспірантури при кафедрі соціальної гігієни. По закінченню працював у Народному Комісаріаті освіти УРСР на посаді головного інспектора вищої та середньої медичної та фармацевтичної освіти (1929–1932)
У 1932 р. — завідувач кафедри соціальної гігієни Харківського стоматологічного інституту, одночасно — заступник директора з науково-навчальної роботи, з 1934 по 1935 рр. — директор Харківського стоматологічного інституту.
У 1936 р. на базі 2-ї радянської лікарні, виробничих медичних інститутів Харкова й Полтави, інститута психоневрологічних кадрів (раніше психоневрологічний факультет ХМІ) було створено 2-й Харківський медінститут, директором якого призначено Степана Зіновійовича Ткаченка. В інституті спочатку було два факультети: лікувально-профілактичний та психоневрологічний. У 1938 р. відкрився педіатричний факультет. Директором було затверджено Устав інституту.  У грудні 1940 року Ткаченка С.З.  було звільнено від обов’язків директора 2-го Харківського медінституту, але він залишився на посаді доцента кафедри соціальної медицини. 
Під час війни разом з інститутом був в евакуації в м. Фрунзе (зараз м. Бішкек, Киргизія), в Киргизькому медінституті займав ту ж посаду.
Після повернення з евакуації (1944-1945) Степан Зіновійович обіймав посаду доцента кафедри організації охорони здоров’я Харківського інституту удосконалення лікарів.
В червні 1945 р. Наркоматом охорони здоров’я УРСР Ткаченка С.З. було призначено завідуючим кафедри організації охорони здоров’я  Львівського медичного інституту. Водночас  займає посаду декана  санітарно-гігієнічного  факультету (1950–1963)
З 1963 р. – керівник кафедри організації фармацевтичної справи. Колектив кафедри під керівництвом С. З. Ткаченка протягом кількох років вивчав проблеми загальної захворюваності сільського та міського населення Львівської області, досліджував досвід організації амбулаторно-лікарняного обслуговування серед населення Львова та Львівської області.
У квітні 1987 р. Ткаченко Степан Зіновійович  помер у Львові

## Наукова робота
Ткаченко Степан Зіновійович є автором 30 наукових праць, які присвячені важливим питанням охорони  здоров’я, гігієнічному  вихованню школярів, аналізу захворюваності та смертності серед шахтарів та інш. Результатом роботи, яку Степан Зіновійович проводив протягом багатьох років, став захист докторської дисертації у 1968 р.. 
- Ткаченко С. З. Венерические болезни в западных областях УССР, пути их снижения и ликвидации: (Социально-гигиен. исследование 1945-1965) : Специальность № 784 - теория и организация здравоохранения : Автореферат дис. на соискание ученой степени доктора медицинских наук / Львовский гос. мед. ин-т. – Львов, 1967. – 27 с.

## Нагороди
- Подяка за плідну  науково-педагогічну  діяльність у  зв’язку  з виходом на заслужений відпочинок (наказ по ЛДМІ  від 30  червня  1970 р.)[2].